# دانا هال (لاعب كرة قدم أمريكية)
دانا هال (بالإنجليزية: Dana Hall)‏ (و. 1969  م) هو لاعب كرة قدم أمريكية أمريكي، ولد في بيلفلاوير، لوس أنجليس، كاليفورنيا، مركز لعبه هو مُؤمن ‏.

## التعليم
تعلم في Pomona Unified School District ‏
.

## روابط خارجية
- دانا هال على موقع الاتحاد الدولي لألعاب القوى (الإنجليزية)
- دانا هال على موقع مرجع كرة القدم المحترفة.كوم (الإنجليزية)